# فیلارمونیک ایالتی راینلاند-فالتس
فیلارمونیک ایالتی راینلاند-فالتس (آلمانی: Staatsphilharmonie Rheinland-Pfalz) بزرگترین ارکستر سمفونی ایالت راینلاند-فالتس در آلمان است که در شهر لودویگسهافن واقع شده‌است. این ارکستر به اجرای موسیقی در این ایالت و سایر نقاط آلمان می‌پردازد و از ۸۸ موسیقی‌دان از ۱۶ کشور مختلف جهان تشکیل شده‌است (سال ۲۰۱۵/۲۰۱۶).
از رهبران موسیقی آن می‌توان به فرانتس کنویچنی (۱۹۴۳/۴۴) و کریستف اشنباخ (۱ سپتامبر ۱۹۷۸ تا ۳۱ اوت ۱۹۸۳) اشاره کرد.